# Métis
Métis (latinsky Mens) je v řecké mytologii dcerou Titána Ókeana a jeho manželky a sestry Téthys. Je bohyní rozumu.
Métis žila blízko Ókeanových proudů, tam ji také navštívil Zeus, když dospěl a pojal úmysl svrhnout Krona. Métis mu poradila, aby navštívil matku země Gaiu a požádal ji, aby z něho udělala Kronova číšníka. Pak podle Métidiny rady smíchal medový nápoj s dávidlem a to podal Kronovi. Pak už Kronos zvrátil všechny Diovy bratry a sestry v pořadí Poseidón, Hádés, Héra, Démétér a Hestiá.
Později nejvyšší bůh Zeus zatoužil po Métis, ta mu v různých proměnách unikala, nakonec však byla polapena a otěhotněla. Objevila se však věštba, že se narodí moudrá dcera a bude-li mít Métis další dítě, pak to bude statečný syn a ten svrhne Dia stejně jako on svrhl svého otce Krona.
A tak Zeus omámil Métis sladkými slovy a poté ji spolkl, takže od té doby ji nikdo nespatřil, i když on sám tvrdil, že ona na něj z břicha mluví. Po čase přišla na Dia krutá bolest hlavy. Na pomoc mu přispěchal bůh Hermés, donutil Héfaista nebo Prométhea přinést klín a palici. Těmi udělali do Diovy lebky skulinu a z ní vyskočila Athéna v plné zbroji. Athéna byla potom jeho nejmilejší dcerou, se kterou rád pobýval, radil se s ní a její rady uznával.